# Mistrzostwa Polski w Judo 1975
19. edycja Mistrzostw Polski w judo odbyła się w dniach 24 - 25 maja 1975 roku we Wrocławiu. W zawodach rywalizowali tylko mężczyźni.

## Medaliści mistrzostw Polski

### mężczyźni
| Konkurencja: | Złoto:                        | Srebro:                        | Brąz:                                      |
| -63 kg       | Witold Kustra                 | Andrzej Łukasiak               | Jerzy Wołoch Wisła Kraków Adam Bes         |
| -70 kg       | Marian Tałaj Gwardia Koszalin | Marek Tabaszewski Wisła Kraków | Franciszek Paris Jerzy Syrnik Wisła Kraków |
| -80 kg       | Antoni Reiter                 | Jarosław Brawata               | Adam Adamczyk Henryk Hałabuda Wisła Kraków |
| -93 kg       | Zbigniew Bielawski            | Ryszard Pujszo                 | Włodzimierz Lewin Bogusław Hanc            |
| +93 kg       | Waldemar Zausz                | Janusz Gałecki                 | Marian Kolarczyk Ryszard Urbanowicz        |
| open         | Waldemar Zausz                | Zbigniew Bielawski             | Dariusz Nowakowski Wisła Kraków            |